# Lac Dubray
Lac Dubray är en sjö i Kanada.   Den ligger i regionen Saguenay–Lac-Saint-Jean och provinsen Québec, i den östra delen av landet, 700 km norr om huvudstaden Ottawa. Lac Dubray ligger 561 meter över havet. Arean är 17,2 kvadratkilometer. Den sträcker sig 14,5 kilometer i nord-sydlig riktning, och 4,8 kilometer i öst-västlig riktning.
Trakten runt Lac Dubray är nära nog obefolkad, med mindre än två invånare per kvadratkilometer.